# Feels like Home
Feels like Home é o segundo álbum de estúdio de Norah Jones lançado nos Estados Unidos em 2004.
Vendeu 1 milhão e 900 mil cópias apenas na primeira semana de vendas no mundo, e foi o segundo álbum mais vendido do ano, com 9.020 milhões de cópias vendidas. Na Holanda, foi o álbum mais vendido do ano. "Sunrise", o primeiro single do álbum, ganhou o Grammy Award na categoria Melhor Performance Feminina. O álbum vendeu até o momento mais de 12 milhões de cópias. 
A faixa Those Sweet Words foi tema da novela Senhora do Destino, exibida pela Rede Globo entre 2004 e o ano seguinte.

## Faixas
1. "Sunrise" (Lee Alexander, Jones) – 3:21
2. "What Am I to You?" (Jones) – 3:30
3. "Those Sweet Words" (Alexander, Richard Julian) – 3:23
4. "Carnival Town" (Alexander, Jones) – 3:12
5. "In the Morning" (Adam Levy) – 4:07
6. "Be Here to Love Me" (Townes Van Zandt) – 3:29
7. "Creepin' In" (Alexander) (com Dolly Parton) – 3:04
8. "Toes" (Alexander, Jones) – 3:46
9. "Humble Me" (Kevin Briet) – 4:37
10. "Above Ground" (Andrew Borger, Daru Oda) – 3:44
11. "The Long Way Home" (Kathleen Brennan, Tom Waits) – 3:13
12. "The Prettiest Thing" (Alexander, Jones, Julian) – 3:52
13. "Don't Miss You at All" (Duke Ellington, Jones) – 3:08

### Edição Deluxe (Cd e DVD)
1. "Sleepless Nights" (Faixa bónus)
2. "Moon Song" (Faixa bónus)
3. "I Turned Your Picture To The Wall" (Faixa bónus)
4. "In the Morning" (Ao vivo) (DVD)
5. "She" (Ao vivo) (DVD)
6. "Long Way Home" (Ao vivo) (DVD)
7. "Creepin' In" (Ao vivo) (DVD)
8. "Sunrise" (videoclipe) (DVD)
9. "What Am I to You?" (videoclipe) (DVD)
10. Entrevista com Norah (DVD)